# Hard Promises
Pour le film américain, voir Hard Promises (film).
Albums de Tom Petty and the Heartbreakers
Damn the Torpedoes
(1979) Long After Dark
(1982)
Hard Promises est un album du groupe de rock américain, Tom Petty and the Heartbreakers sorti le 5 mai 1981.

## Titres de l’album
Toutes les chansons sont écrites et composées par Tom Petty, sauf indication contraire.
| 1. | The Waiting                 |                          | 3:58 |
| 2. | Woman in Love (It's Not Me) | Tom Petty, Mike Campbell | 4:22 |
| 3. | Nightwatchman               | Tom Petty, Mike Campbell | 3:59 |
| 4. | Something Big               |                          | 4:44 |
| 5. | Kings Road                  |                          | 3:27 |

| 6.  | Letting You Go                 |                          | 3:24 |
| 7.  | A Thing About You              |                          | 3:33 |
| 8.  | Insider                        |                          | 4:23 |
| 9.  | The Criminal Kind              |                          | 4:00 |
| 10. | You Can Still Change Your Mind | Tom Petty, Mike Campbell | 4:15 |

## Musiciens
- Tom Petty : chant, guitare, guitare basse, piano
- Mike Campbell : guitare, accordéon, harmonium, guitare basse
- Benmont Tench : orgue, piano, chant
- Stan Lynch : batterie, chant
- Ron Blair : guitare basse

Autres musiciens:
- Phil Jones : percussions
- Stevie Nicks : chant sur Insider
- Sharon Celani et Stevie Nicks : chant sur You Can Still Change Your Mind
- Alan "Bugs" Weidel : piano sur Nightwatchman